# Sayram
Sayram (Kazachs: Сайрам; Oezbeeks Sayrom) is een stad in de Oblast Zuid-Kazachstan, vlak bij de Sayrum-rivier en aan de voet van de 4000-meter hoge berg Sayram Sum. De stad is vooral bekend vanwege haar oude gebouwen.

## Geschiedenis
De stad heeft een zeer lange geschiedenis. Naar verluidt zou de plek al 3000 jaar door mensen bewoond worden. Sommige historici hebben geprobeerd aan te tonen dat Sayram al wordt genoemd in de Avesta het heilige geschrift van het zoroastrisme, maar daar is geen enkel bewijs voor.
Voor de komst van de islam in 766 was Sayram al een belangrijk handelscentrum in de regio. Er woonde een gemeenschap Nestoriaanse christenen die na de veroordeling door het Eerste Concilie van Efeze in 431 westwaarts waren getrokken. Zij verzetten zich tegen de gedwongen bekering door de islam. Ook het boeddhisme had tot die tijd veel aanhangers in de regio.
De Arabische inval werd geleid door Iskak-bab. In een oud manuscript wordt gesproken over de bouw van een moskee, waarmee dat de eerste moskee zou zijn op het grondgebied van Kazachstan. Na de Arabische inname was Sayram een grensstad. In het oosten woonden veel Turkse stammen.
In de eeuwen daarna maakte Saymar deel uit van verschillende rijken. Zo viel het onder de Samaniden, Karachaniden en Mongolen. In 1223 verbleef de Mongoolse heerser Dzjengis Khan in de stad. Sayram vervulde meestal de rol als grensstad en vervulde daarmee ook een belangrijke militaire functie. De verschillende heersers bouwden Sayram uit tot een sterke frontstad met forten en muren.
Ten tijde van de Russische verovering van Centraal-Azië in 1864 was Sayram qua importantie al ingehaald door Şımkent. Na de vorming van de Sovjet-Unie maakte de stad eerst deel uit van de Turkestaanse Autonome Socialistische Sovjetrepubliek. Later werd de grens aangepast en maakte Saymar deel uit van de Kazachse Socialistische Sovjetrepubliek, en na de onafhankelijkheid in 1990 werd het deel van Kazachstan.

## Demografie
De bevolking van meer dan 30.000 mensen bestaat uit grofweg 95 procent Oezbeken, 3 procent Kazachen en 1 procent Russen. In economisch opzicht gaat het Kazachstan veel meer voor de wind dan buurland Oezbekistan, wat veel gastarbeiders aantrekt. Het overgrote deel van de bevolking hangt de islam aan en volgen de hanafistische school, een stroming binnen het soennisme.
Sayram heeft veel van haar oorspronkelijke karakter van voor de Russische verovering behouden. In tegenstelling tot de meeste andere steden van Kazachstan zijn er weinig invloeden zichtbaar in het straatbeeld van pogingen van de Sovjets om de stad te moderniseren. Dat is ook terug te zien in het stratenpatroon, want veel straten lopen in bochten en in alle richtingen uiteen. Er zijn weinig gebouwen hoger dan twee verdiepingen, waardoor de skyline van de stad wordt gedomineerd door minaretten, moskeeën en mausoleums, waarvan sommigen al meer dan duizend jaar oud zijn.

## Transport
Sayram is binnen tien tot vijftien minuten per bus of (deel)taxi bereikbaar vanuit de naastgelegen stad Şımkent. Die stad heeft een eigen internationale luchthaven, waarvandaan vluchten van en naar onder andere Moskou, Nur-Sultan en Almaty vertrekken en binnen komen.